# Икономически агент
Агент или актьор в икономиката е действащо лице, което взема решения в модел. Обикновено всеки агент решава оптимизации или проблеми за избор, които може да са добре или недобре дефинирани. Терминът агент може да бъде разглеждан като играч в теория на игрите.
В агентно-базираната компютърна икономика концепцията за агент е по-обширно интерпретирана като всеки индивид, в социален или биологически аспект, взаимодействащ с други агенти в определен контекст на динамична много-агентна икономическа система.
|  | Тази страница частично или изцяло представлява превод на страницата Agent (economics) в Уикипедия на английски. Оригиналният текст, както и този превод, са защитени от Лиценза „Криейтив Комънс – Признание – Споделяне на споделеното“, а за съдържание, създадено преди юни 2009 година – от Лиценза за свободна документация на ГНУ. Прегледайте историята на редакциите на оригиналната страница, както и на преводната страница, за да видите списъка на съавторите. ВАЖНО: Този шаблон се отнася единствено до авторските права върху съдържанието на статията. Добавянето му не отменя изискването да се посочват конкретни източници на твърденията, които да бъдат благонадеждни. |